# Leinpfadkanal

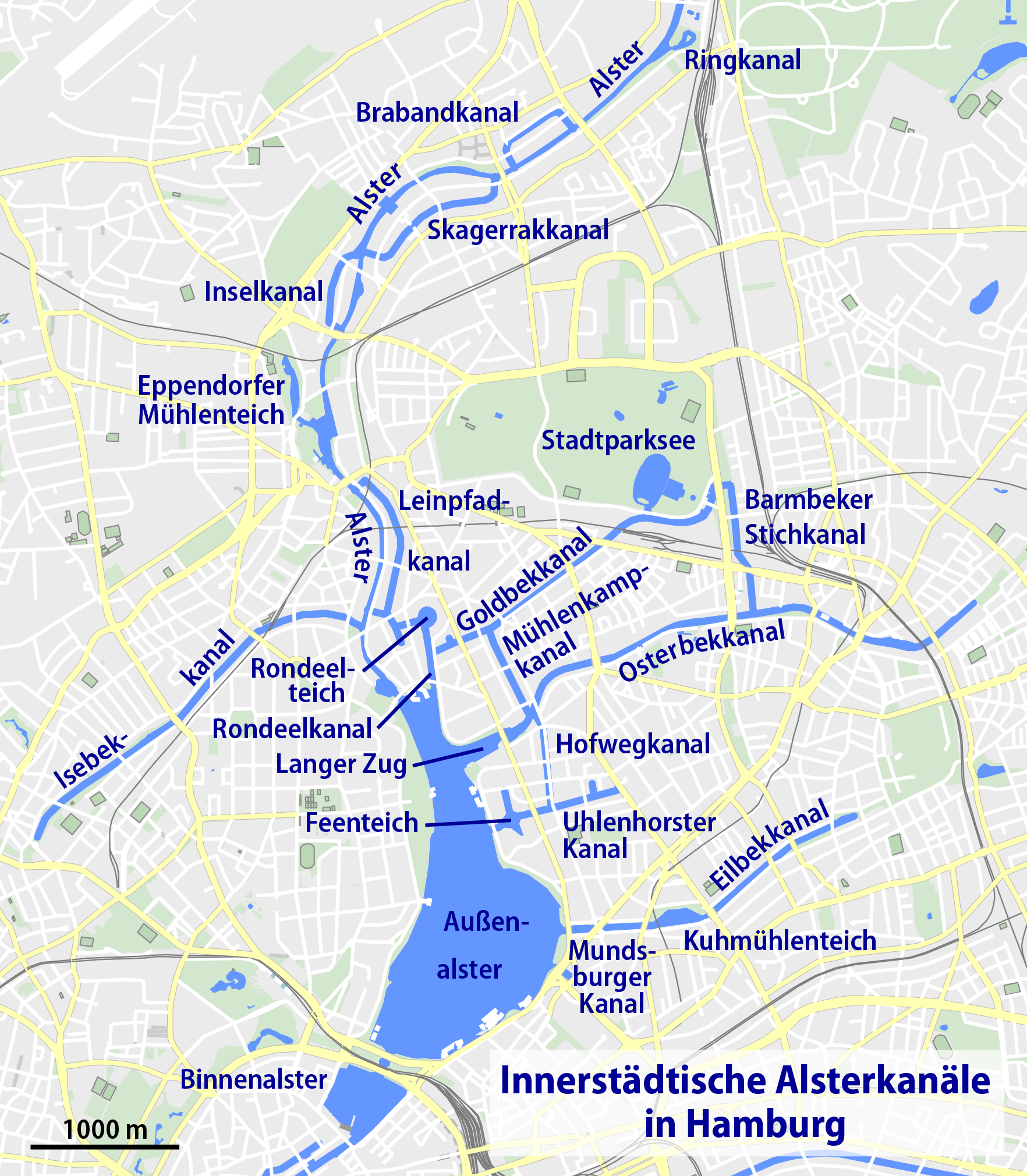
Innerstädtische Kanäle in Hamburg

Der Leinpfadkanal ist ein Kanal in Hamburg-Winterhude.
Er wurde 1861 im Auftrag vom Bauträger Adolph Sierich parallel zur Alster angelegt, damit die Feuchtwiesen am linken Alsterufer entwässert und bebaut werden konnten. Der insgesamt 1600 Meter lange und meist 15 Meter breite Kanal beginnt gegenüber der  St.-Johanniskirche unterhalb des Winterhuder Fährhauses und der gleichnamigen Anlegestelle der Alsterschifffahrt  (Lage) und verläuft parallel zum Anfang des 20. Jahrhunderts kanalisierten Alsterlauf (Alsterstreek) auf dessen linker (östlicher) Seite hinter den Häusern und Grundstücken der Straße Leinpfad sowie denen der rechten (südlichen) Seite von Teilen der Anwesen der Sierichstraße und der Willistraße sowie der Agnesstraße und Blumenstraße. 
Nach Unterquerung der Brücken der U-Bahn-Linien 1 und 3 weitet sich der Kanal auf 200 Meter Länge auf und wird bis zu 50 Meter breit. Nach der Brücke der Klärchenstraße teilt sich der Kanal in zwei Arme auf: Nach Westen verläuft eine Verbindung zurück zur Alster (Lage), der andere Teil geht weiter Richtung Süden, unterquert die Maria-Louisen-Straße und teilt sich erneut. Weiter nach Süden führt ein 125 Meter langer Stichkanal (Lage), Richtung Osten endet der Kanal am Rondeelteich (Lage), von wo über den Rondeelkanal Anschluss an den Goldbekkanal und die Außenalster besteht.
Die Straße Leinpfad wurde nach dem damals an der Alster entlangführenden Lein- oder Treidelpfad benannt, auf dem Kähne an Leinen flussaufwärts gezogen (getreidelt) wurden. Die Villengrundstücke liegen auf den ehemaligen Feuchtwiesen, während der Leinpfad am Alsterstreek entlangführt; deshalb wird dieser oft irrtümlich für den Leinpfadkanal gehalten.

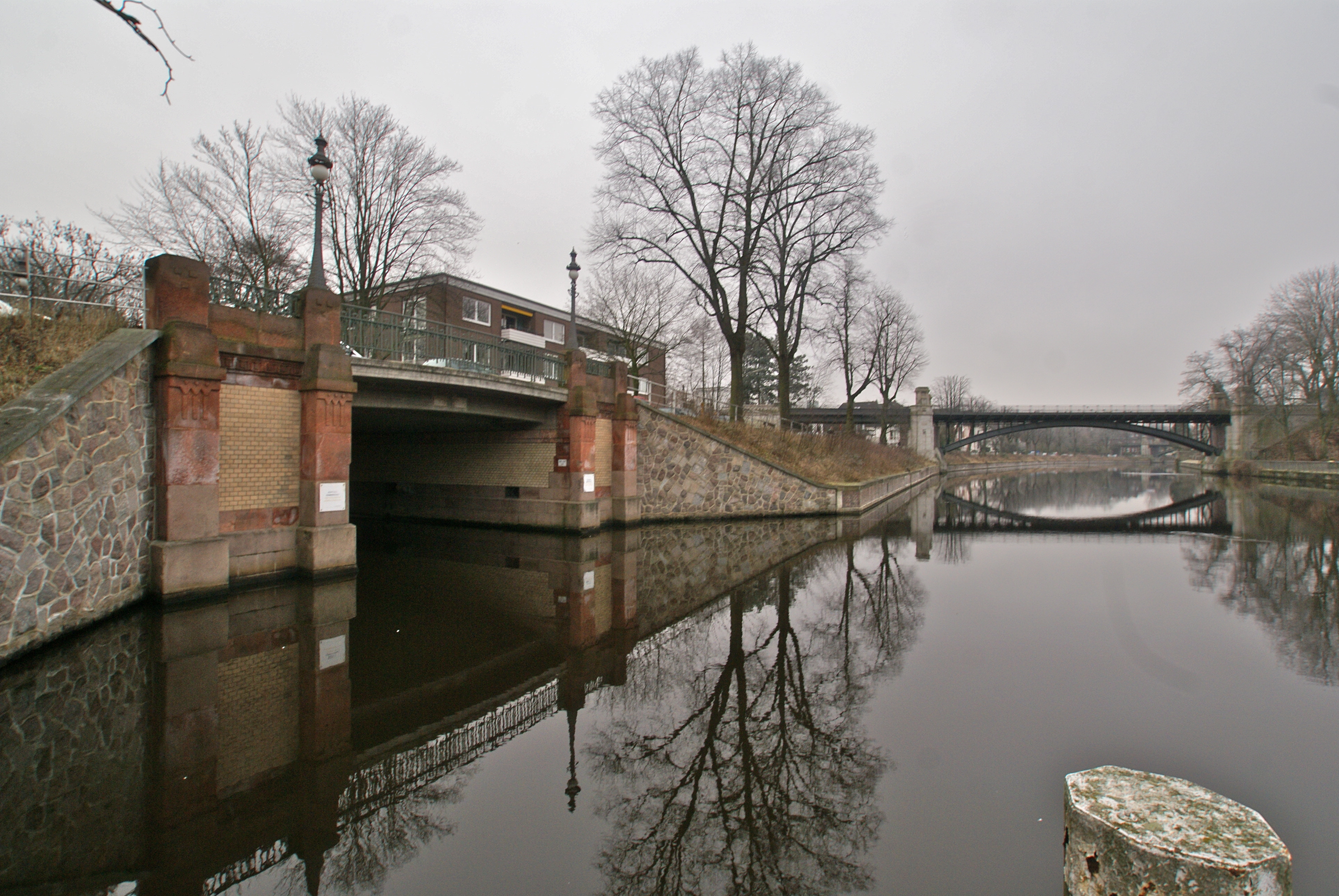
Abzweig des Leinpfadkanals (links) von Alster/Streek unterhalb der Leinpfadbrücke
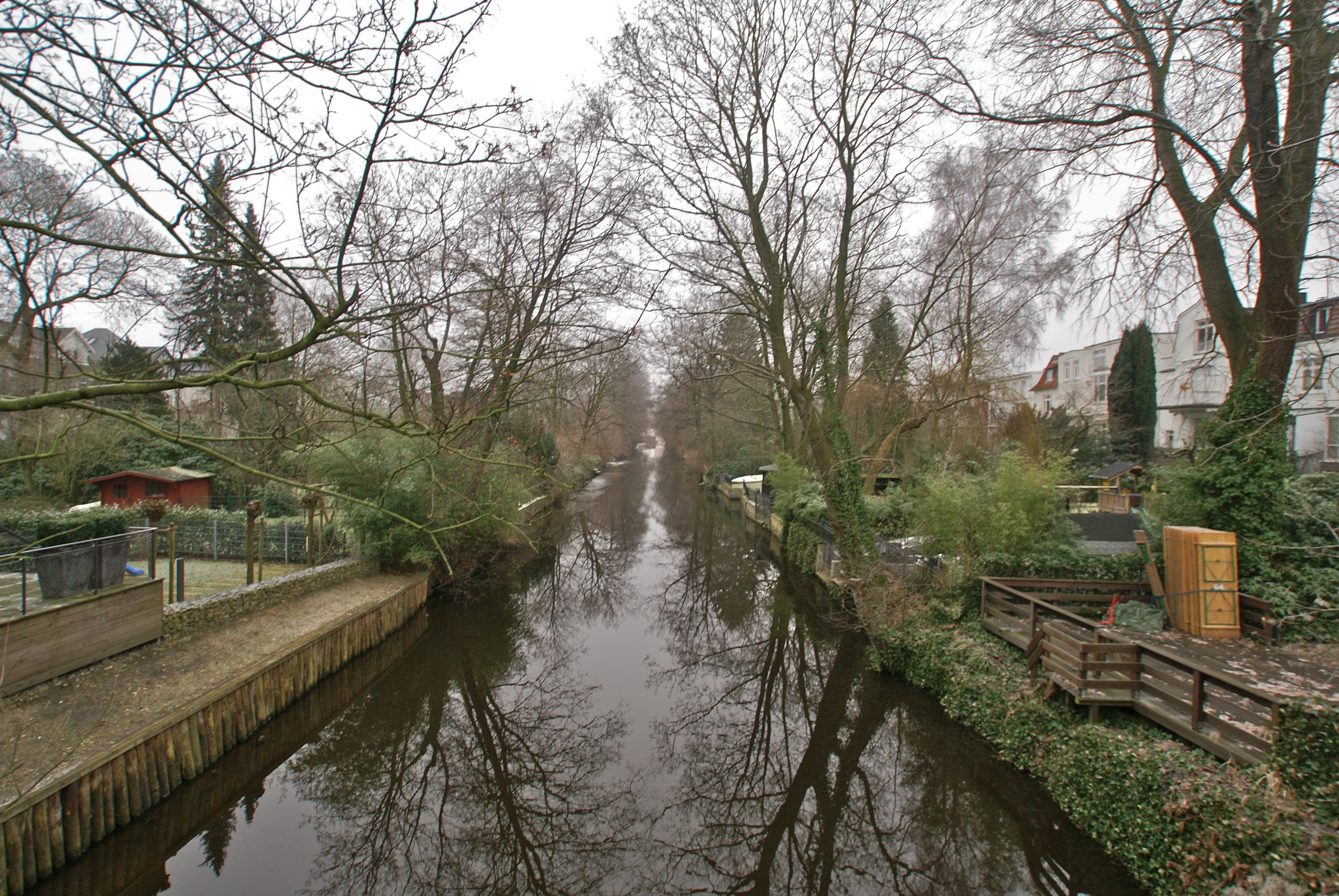
Der Leinpfadkanal Richtung Süden von der Klärchenbrücke gesehen
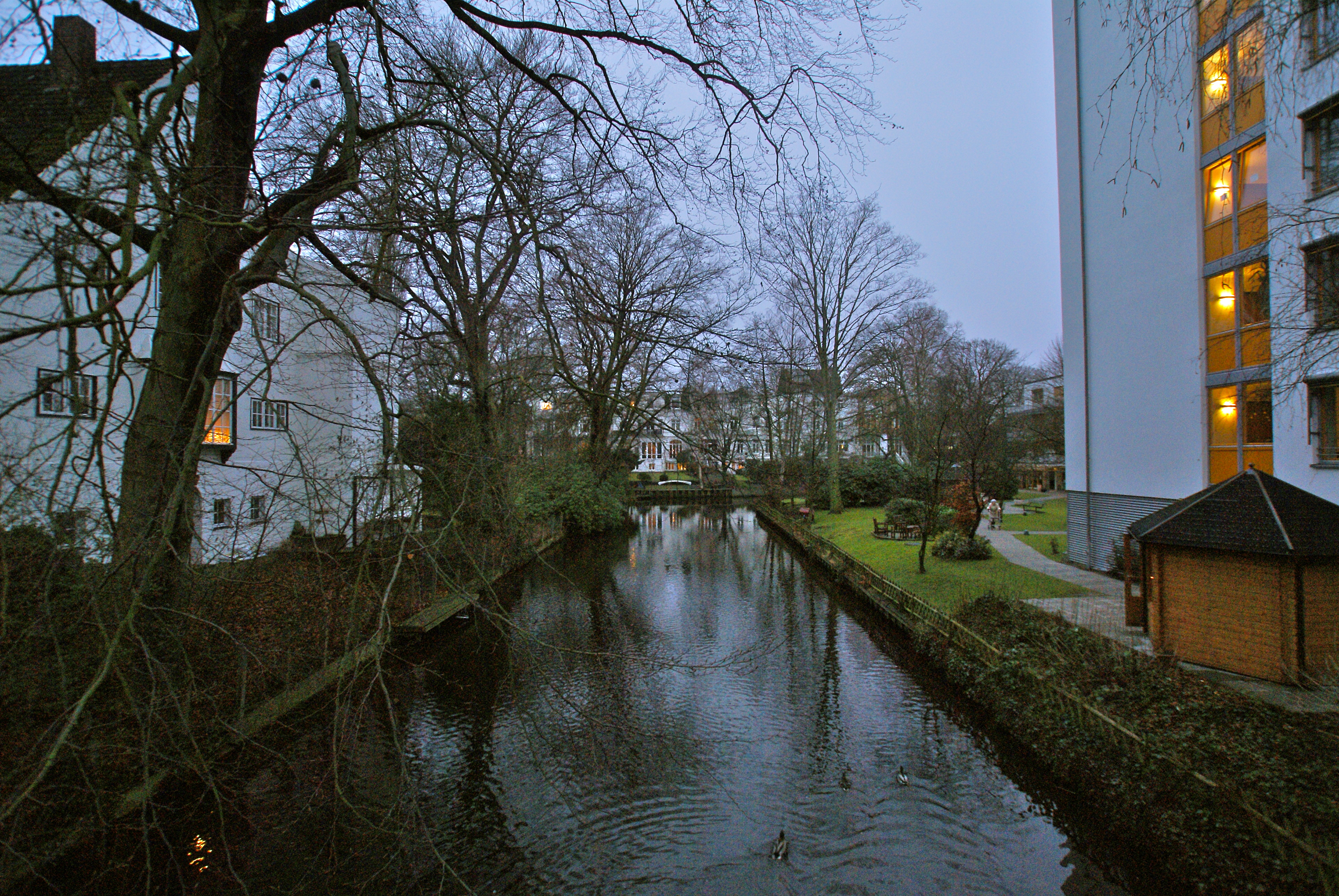
Der Leinpfadkanal von der Blumenstraßenbrücke gesehen